# Je suis mort
Je suis mort est un roman écrit par Marc-Édouard Nabe, publié par Gallimard, dans la collection L'infini, dirigée par Philippe Sollers.

## Résumé
Le livre s'ouvre sur le suicide du narrateur, d'une balle tirée en pleine tête. Écrit à la première personne, le narrateur raconte son embaumement, son enterrement et la décomposition de son propre corps.

## Accueil critique

### Avis positifs
Dans Le Figaro, Frédéric Beigbeder, dans un long article, écrit : « ce roman fêlé dans tous les sens du terme (son troisième après Le Bonheur et Lucette) est le meilleur de sa vie - ou plutôt de sa mort ». Pour Paris Match, le roman « respire la vie, la jeunesse et la fraîcheur » et juge le récit de la décomposition « réaliste, et parfois fascinant ». La revue Lire souligne trois qualités du roman : « style, sensibilité et sincérité ». Patrick Besson mentionne de manière élogieuse ce « roman presque autobiographique » dans une chronique parue dans L'Optimum. 
Dans l'émission Le Gai Savoir, diffusée sur Paris Première, Franz-Olivier Giesbert parle d'un « livre sincère ». Pour François Busnel, Je suis mort est « une comédie macabre aussi absurde que délirante, très noire et plutôt assez drôle ». Albert Algoud, dans l'émission Nulle Part Ailleurs, diffusée sur Canal+, évoque le thème du livre, le suicide, « gravement et drôlement abordé », et Guillaume Durand parle d'un « roman très touchant ».

### Avis négatifs
Dans le quotidien suisse 24 heures, Jean-Louis Kuffer indique apprécier l'« humour noir gratiné » des premières pages mais juge que « se gâte très bientôt, avec une histoire invraisemblable d’acteur “mimitateur” qui se traîne dans un bric-à-brac auquel l’auteur ne croit pas plus que le lecteur ». Pierre Marcelle, dans Libération, raille la posture de l'écrivain maudit et écrit que le « jeune Nabe est velléitaire, mais petit bras » et qu'il « faudrait, pour devenir écrivain, que Nabe songe à mettre un terme à ses enfantillages ». Dominique Durand, dans Le Canard Enchaîné, vante les premiers livres de Nabe pour résumer l'ouvrage et conclure : « Secouez vos poussières de cercueil, et allez jouer dans la cour. Des petits ? Des grands ? Ça nous verrons, mon garçon ! ».

## Édition
- Marc-Édouard Nabe, Je suis mort, Gallimard, collection L'Infini, 110 p.  (ISBN 2070752070).